# Гринбаум, Хайам
Хайам Гринбаум (англ. Hyam Greenbaum; 12 мая 1901 — 13 мая 1942) — британский композитор и дирижёр. Брат пианистки Кайлы Гринбаум, муж арфистки Сидони Гуссенс (с 1924 г.).
Получил образование как скрипач. В 1916 г. добровольцем завербовался в армию, скрыв свой возраст, был призван и демобилизован только после обращения родителей в министерство обороны.
Дирижировал различными музыкальными коллективами, созданными под эгидой BBC. 2 ноября 1936 года в ходе первой телевизионной трансляции с высоким разрешением оркестр под управлением Гринбаума сопровождал певицу Адель Диксон, исполнившую песенку «Телевидение» . В 1939 г. Гринбаум возглавил телевизионный оркестр BBC — первый музыкальный коллектив, созданный специально для сопровождения телеспектаклей и выступлений по телевидению. Дирижировал музыкальным сопровождением к более чем трём десяткам телевизионных постановок конца 1930-х гг. Как композитор выступал преимущественно с аранжировками и дополнительной киномузыкой.